# Mario Di Sora
Mario Di Sora est un astronome amateur italien, avocat de profession.

## Biographie
Il est président de l'Union Astrophile Italienne (it). Il s'occupe en particulier de la présidence de la section italienne de l'International Dark-Sky Association qui lutte contre la pollution lumineuse.
Le Centre des planètes mineures le crédite de la découverte de cinq astéroïdes, effectuée entre 1998 et 2005, toutes avec la collaboration de Franco Mallia.
L'astéroïde (21999) Disora lui a été dédié,.
| (39864) Poggiali          | 26 janvier 1998  |
| (102211) Angelofaggiano   | 1er octobre 1999 |
| (121019) Minodamato       | 20 janvier 1999  |
| (129882) Ustica           | 1er octobre 1999 |
| (212176) Fabriziospaziani | 8 avril 2005     |